# Донская гряда
Донска́я гряда́ — возвышенная равнина на территории Волгоградской и Ростовской областей России.
Донская гряда протягивается почти в широтном направлении вдоль Дона. С севера и востока она ограничена долиной Дона, а с юго-востока — долиной Чира. Линия водораздела между ними смещена в сторону Дона, к северу. Южные склоны возвышенности пологие, северные — крутые, с уступами. Донская гряда сложена мелом, известняками и песчано-глинистыми отложениями. На территории возвышенности преобладает грядово-куэстовый тип рельефа. Встречаются овраги и проявления карста.
Высоты Донской гряды достигают 250 метров над уровнем моря с преобладающими значениями отметок 150—200 метров. Самые нижние отметки местности соответствуют уровню Дона, здесь это около 40 метров.